# Evariste Shonganya
Evariste Shonganya Tolembo (6 aprile 1991) è un cestista della Repubblica Democratica del Congo.

## Carriera
Con la RD del Congo ha disputato i Campionati africani del 2017.